# Боланьос, Миллер
Ми́ллер Бола́ньос (полностью — Ми́ллер Алеха́ндро Бола́ньос Реа́ско исп. Miller Alejandro Bolaños Reasco; род. 1 июня 1990, Эсмеральдас) — эквадорский футболист, полузащитник «Тихуаны».

## Биография
Миллер Боланьос довольно рано дебютировал во взрослом футболе. Он обучался футболу в «Карибе Хуниор», и затем в молодёжной Академии «Барселоны» из Гуаякиля. В 16 лет он дебютировал за основу «Барселоны» и всего за три сезона в этой команде периодически выступал за основу, проведя 27 матчей в чемпионате Эквадора и забив один гол.
В 2009 году молодой полузащитник перешёл в стан одного из сильнейших клубов Южной Америки — ЛДУ Кито. В первый же сезон он помог команде выиграть Рекопу, а затем и Южноамериканский кубок. В этом турнире Миллер сыграл пять матчей, то есть половину из всех проведённых командой, и забил один гол, который, впрочем, не имел большой ценности, поскольку был забит в ответном полуфинале в ворота уругвайского «Ривер Плейта». Гол Боланьоса сделал счёт 3:0, но ЛДУ в итоге выиграла встречу со счётом 7:0 и вышла в финал. Миллер сыграл в первом финальном мачте против «Флуминенсе» и был заменён на 69-й минуте. Вышедший вместо него Франклин Салас через девять минут сделал счёт 4:1 в пользу ЛДУ, а матч в итоге закончился со счётом 5:1. В ответной встрече Миллер не играл, однако на замену выходил его родной брат Алекс Боланьос, который не имел права играть за ЛДУ в чемпионате Эквадора, и, сыграв один матч в Южноамериканском кубке, стал вместе с братом его обладателем.
29 августа 2009 года Миллер Боланьос стал автором 2500-го гола ЛДУ в чемпионатах Эквадора.
Миллер Боланьос, помимо высокого игрового мастерства, отточенной техники и удивительной для его возраста зрелой игры известен также своим буйным характером. В 2007 году юного игрока на тот момент ещё «Барселоны» уличили в употреблении кокаина. В 2011 году его вместе с некоторыми партнёрами отправляли в дублирующий состав за нарушение игровой дисциплины.
В январе 2012 года Миллер Боланьос был отдан в аренду в клуб «Чивас США». С 2013 года Боланьос выступает за «Эмелек», в составе которого выиграл два чемпионата Эквадора.
В 2015 году Миллер Боланьос стал выступать за сборную Эквадора. Всего за год он в 10 матчах за национальную команду отметился шестью забитыми мячами, в том числе двумя голами на Кубке Америки в Чили, а также голом в ворота боливийцев в рамках отборочного турнира к чемпионату мира 2018 года.
В 2016 году перешёл из эквадорского «Эмелека» в бразильский «Гремио». Сумма трансфера оценивается в 4,5 млн евро.

## Хет-трики
Ниже представлены хет-трики, оформленные Миллером Боланьосом за профессиональную карьеру.
| № | Матч                          | Турнир                      | Дата            | Счёт | Отчёт |
| 1 | Эль Насьональ — ЛДУ Кито      | Чемпионат Эквадора 2010     | 18 июля 2010    | 2:3  | [ 2 ] |
| 2 | Универсидад Католика — Эмелек | Чемпионат Эквадора 2014     | 22 октября 2014 | 2:5  | [ 3 ] |
| 3 | Эмелек — Сан-Паулу            | Южноамериканский кубок 2014 | 6 ноября 2014   | 3:2  | [ 4 ] |
| 4 | Леон де Уануко — Эмелек       | Южноамериканский кубок 2015 | 13 августа 2015 | 1:3  | [ 5 ] |
| 5 | Универсидад Католика — Эмелек | Чемпионат Эквадора 2015     | 1 ноября 2015   | 0:3  | [ 6 ] |

## Титулы и достижения
ЛДУ Кито
- Чемпион Эквадора (4): 2010, 2013, 2014
- Обладатель Южноамериканского кубка (1): 2009
- Финалист Южноамериканского кубка (1): 2011
- Обладатель Рекопы Южной Америки (2): 2009, 2010
- Обладатель Кубка банка Суруга (1): 2009

Эмелек
- Чемпион Эквадора (4): 2015

Гремио
- Обладатель Кубка Бразилии (1): 2016

Личные
- Лучший бомбардир Южноамериканского кубка (1): 2014
- Участник символической сборной чемпионата Эквадора (1): 2014